# 时刻就绪 (进行曲)
《时刻就绪》（拉丁語：Semper Paratus）是一首发表于1928年的歌曲。该曲是美国海岸警卫队的官方进行曲，由时任美国海岸警卫队司令弗朗西斯·萨尔图斯·范博斯科克（Francis Saltus Van Boskerck）于1927年创作。

## 词源
“时刻就绪”（Semper Paratus）是这首歌的标题，同时也是美国海岸警卫队的官方座右銘。此短语的确切起源目前尚不清楚，但美国海岸警卫队历史学家办公室指出，新奥尔良蜜蜂报（New Orleans Bee）在1836年首次使用该短语，用于描述美国海岸警卫队缉私局在英厄姆事件（Ingham incident）中的行动。

## 歌词
|        | 英语原词 | 中文翻译 |
| ------ | -------- | --- |
| 第一段 |          | 从阿兹特克海岸到北极圈， 到欧洲和远东， 无论是战争还是和平时期， 那面旗帜都由我们的船只所携带； 尽管敌人力量强大， 它还从未被击中过， 而谁又在为我们的船员不断欢呼， 因为他们向敌人展示如何战斗？                        |
| 第二段 |          | “测量员”号和“水仙”号 “鹰”号和“特派”号 “哈德逊”号和“坦帕”号 这些名字难以匹配； 从巴罗海岸到巴拉圭， 无论是五大湖或是大洋的波浪， 海岸警卫队在风雨中奋战 为了惩戒或拯救。                                                  |
| 第三段 |          | 是的！ 我们一直“时刻就绪” 为了行动，战斗，或是死亡！ 在写给天空的信中 为我们戴上的盾牌写下荣耀。 击沉敌人或拯救伤残者 是我们的使命和骄傲。 我们将继续前进，直到主的王国降临 这就是我们为之而死的理想。                   |
| 副歌   |          | 我们时刻为召唤而就绪 我们将我们的信赖置于尔。 穿过海浪、风暴和呼啸的大风， 我们的志向应当崇高， “Semper Paratus”是我们的指导， 亦是我们的名誉，我们的荣耀。 为拯救而战，或者因战斗而死！ 啊！ 海岸警卫队，我们为你而生！ |